# Zamora (Miranda)
Pour les articles homonymes, voir Zamora (homonymie).
Zamora est l'une des vingt-et-une municipalités de l'État de Miranda au Venezuela. Son chef-lieu est Guatire. En 2011, la population s'élève à 187 075 habitants.

## Étymologie
La municipalité est nommée en l'honneur du militaire et homme politique vénézuélien Ezequiel Zamora (1817-1860).

## Géographie

### Subdivisions
La municipalité est divisée en deux paroisses civiles avec, chacune à sa tête, une capitale (entre parenthèses) :
- Bolívar (Araira) ;
- Guatire (Guatire).